# Elaeocarpus stapfianus
Elaeocarpus stapfianus là một loài thực vật có hoa trong họ Côm. Loài này được Gagnep. mô tả khoa học đầu tiên năm 1910.